# Monthly Comp Ace
Monthly Comp Ace (月刊コンプ エース, Gekkan Konpu Eesu) est un magazine de prépublication de mangas mensuel de type seinen publié par Kadokawa Shoten lancé en mars 2005,.

## Séries publiées
- Fate/Apocrypha
- In Another World with My Smartphone
- Lv999 no Murabito
- Overlord